# Conarte
El Consorcio Internacional Arte y Escuela, comúnmente conocido como Conarte (estilizado como ConArte) es una asociación civil mexicana dedicada a promover la educación artística en la escuela pública y en comunidades de zonas periféricas o con riesgo social. Su labor se basa en la Hoja de Ruta para la Paz de la Educación artística de la UNESCO y en la Agenda 21 de la Cultura, con el fin de fomentar el desarrollo sostenible, la cultura de paz y el fortalecimiento de la ciudadanía mediante las artes.

## Historia
ConArte inició actividades en la Ciudad de México en 2006 vinculando metodologías artísticas con la educación formal y comunitaria. A lo largo de los años ha ampliado su alcance mediante programas de danza, música coral y proyectos de recuperación de espacios públicos. En 2008 estableció el Laboratorio Urbano de Arte Comprometido La Nana como sede de experimentación. Durante la pandemia de COVID-19 adaptó sus acciones al formato digital y fortaleció la Escuelita La Nana en alianza con los organismos educativos oficiales SEP y CONAFE.
Otros trabajos ajenos a la labor principal deben estar descrito en la sección "Otras participaciones".

## Distinciones
- 2010: Premio UNICEF a la metodología “Aprender con Danza”. [12]
- 2012: Premio CLASE y menciones de la Organización de Estados Americanos y la Organización de Estados Iberoamericanos por buenas prácticas en educación artística.
- 2014: Selección de RedeseArte Cultura de Paz como una de las tres mejores iniciativas nacionales para la prevención de la violencia (USAID/SEGOB).[13]
- 2022: Reconocimiento por su contribución al programa Aprende en Casa III de la SEP.